# 11277 Ballard
11277 Ballard eller 1988 TW2 är en asteroid i huvudbältet som upptäcktes den 8 oktober 1988 av det amerikanska astronom paret Eugene M. och Carolyn S. Shoemaker vid Palomar-observatoriet. Den är uppkallad efter den amerikanske oceanografen Robert Ballard.
Asteroiden har en diameter på ungefär 6 kilometer.